# Mattmars distrikt
Mattmars distrikt är ett distrikt i Åre kommun och Jämtlands län. Distriktet ligger omkring Mattmar i västra Jämtland.

## Tidigare administrativ tillhörighet
Distriktet inrättades 2016 och utgörs av Mattmars socken i Åre kommun.
Området motsvarar den omfattning Mattmars församling hade 1999/2000.

## Tätorter och småorter
I Mattmars distrikt finns två småorter men inga tätorter. 

### Småorter
- Mattmar
- Mattmars kyrkby